# Santiago Pérez Eastman
Santiago Antonio Leoncio Pérez Eastman (Santiago, 9 de junio de 1858 - ibíd, 25 de mayo de 1925) fue un agricultor y político chileno, miembro del Partido Liberal (PL). Fue diputado entre 1885-1888, 1888-1891 y 1903-1906.

## Biografía

### Primeros años y familia
Nació en Santiago, el 9 de junio de 1858. Fue hijo de Santos Pérez Mascayano e Isabel Eastman Quiroga.
Se casó en la comuna de Santiago, el 6 de septiembre de 1882, con Virginia Peña Toro, matrimonio que tuvo doce hijos.

### Vida laboral
Se dedicó a las actividades agropecuarias; fue uno de los primeros agricultores que importó ganado fino para la selección de razas criollas.
Era dueño del fundo Camarico en la provincia de Colchagua.
Se desempeñó como consejero del Banco Central de Chile por cerca de 10 años y perteneció al directorio de diferentes instituciones.

## Trayectoria política
Integró las filas del Partido Liberal (PL), después de 1891, continuó en el Partido Liberal Democrático (PLD), luego se separó de él, porque no aceptó la unión con los Conservadores. Desde entonces integró sólo el PL.
Fue elegido diputado suplente por Caupolicán, para el período 1885-1888. Sin embargo, no prestó juramento hasta el 10 de junio de 1886.
En las elecciones parlamentarias de 1888, fue elegido diputado propietario por Vallenar, para el período 1888-1891.
En 1891 se incorporó a la política gubernamental del presidente José Manuel Balmaceda y fue diputado por Ancud, en el Congreso Constituyente de 1891 (15 de abril-18 de agosto de 1891). Integró la Comisión Permanente de Elecciones, Calificadora de Peticiones. Este mismo año recibió el nombramiento de Teniente coronel de la guardia del orden.
En las elecciones parlamentarias de 1902, resultó elegido diputado por Caupolicán, para el período 1903-1906. Integró la Comisión Permanente de Beneficencia y Culto. Fue además miembro de la Comisión Conservadora para el receso 1903-1904.
Murió en Santiago, el 25 de mayo de 1925, a los 66 años.